# Мерая Деніґен
Мерая Деніґен (англ. Mariah Denigan, 3 травня 2003) — американська плавчиня.
Призерка Пантихоокеанського чемпіонату з плавання 2018 року.